# BookExpo America
BookExpo America (powszechnie określane w amerykańskiej branży wydawniczej skrótem BEA) – największe w Stanach Zjednoczonych, organizowane corocznie targi książki. Zazwyczaj organizowane w głównych miastach USA na przełomie maja i czerwca. Niemalże wszyscy znaczący wydawcy książek w USA prezentują tam swoje stoiska, traktując targi BookExpo America jako okazję ku zaprezentowania nadchodzących tytułów, sprzedaży aktualnych książek, porozmawiania z innymi wydawcami, czy nabyciu lub sprzedaży praw zależnych i międzynarodowych. W targach BookExpo America uczestniczą również autorzy, bibliotekarze oraz nabywcy detaliczni i hurtowi.
BookExpo America organizowane są od 1947 roku. Odbywały się w takich miastach, jak: Los Angeles, Nowy Jork, Chicago, czy Waszyngton.